# Montrose (Minnesota)
Montrose – miasto w Stanach Zjednoczonych, w stanie Minnesota, w hrabstwie Wright.